# Martin Österdahl
Erik Martin Österdahl (Sollentuna, 12 de outubro de 1973) é um escritor e produtor de televisão sueco. De 2008 a 2014, ele trabalhou em transmissões de Mästarnas mästare, Allt för Sverige e Skavlan para aSVT . O seu primeiro livro, Be inte om nåd, foi publicado em 2016. Atualmente é Supervisor Executivo do Festival Eurovisão da Canção da União Europeia de Radiodifusão.

## Festival Eurovisão da Canção
Em janeiro de 2020, foi anunciado pela União Europeia de Radiodifusão (UER) que Österdahl substituiria Jon Ola Sand como Supervisor Executivo do Festival Eurovisão da Canção após a final do 2020, que teria ocorrido em Roterdão em maio de 2020. No entanto, o festival de 2020 foi cancelado devido à pandemia COVID-19 ; Österdahl sucederia Sand como o novo Supervisor Executivo do Festival após o espetáculo de substituição único, Eurovisão: Europe Shine A Light foi ao ar.
Österdahl havia sido o produtor executivo das edições de 2013 e 2016 (ao lado de Johan Bernhagen em 2016) em Malmo e Estocolmo, respetivamente, e foi membro do Grupo de Referência do Festival Eurovisão da Canção de 2012 a 2018.